# Kostel Nanebevzetí Panny Marie (Slunečná)
Kostel Nanebevzetí Panny Marie ve vsi Slunečná na Českolipsku je malá sakrální stavba z 2. poloviny 19. století.

## Historie kostela a farnosti
V roce 1880 byla ustavena samostatná farnost na Slunečné u České Lípy, patronát nad farností převzali Maltézští rytíři, kteří spravovali sousední farnost Horní Libchava, z níž se Slunečná vydělila, a rovněž nedalekou farnost Volfartice. Znak Maltézských rytířů je dodnes nad vchodem do bývalé fary z roku 1880 (dnes soukromý dům proti kostelu). Duchovní správu po roce 1920 začali vykonávat diecézní kněží. Kostel byl vybudován z daru 100 000 piastrů zdejšího rodáka, obchodníka se sklem Johanna Georga Jirschika v celkem krátké době, v roce ustanovení farnosti. Vybavení do kostela zajistil po jeho dostavbě další zdejší rodák, obchodník Wendelíin Breitschneider.
Ještě v roce 1948 katalog duchovenstva litoměřické diecéze uvádí na Slunečné samostatného faráře, kterým byl P. Jan Artur Paul, zhruba v 50. letech začal farnost spravovat farář z Volfartic, P. Josef Slavík, a obětavě tam putoval každou neděli konat bohoslužby. V pozdějších letech byly bohoslužby jednou za 14 dní, poté jednou za měsíc; dnes se kostel k bohoslužebným účelům již nepoužívá a liturgické nádoby a roucha jsou dnes ve Volfarticích.
Díky faráři byl vysazen v zahradě u kostela v Čechách vzácný šafrán bělokvětý. Zahrada (dnes zanedbaná) byla později zařazena mezi chráněné lokality, viz Farská louka.
V interiéru kostela jsou nyní pouze lavice a stůl, sloužící v minulosti jako oltář, ostatní zařízení bylo odstraněno.

## Stavební podoba kostela
Kostel má podobu spíše větší kaple, je jednolodní, orientován k východu a jeho stavební sloh je uváděn jako klasicistní. V západním průčelí je hlavní vchod (u silnice), nad nímž je celkem nízká věž. V ose presbytáře přiléhá ke kostelu malá, zhruba čtvercová zákristie. Ze zákristie vedl boční vchod, který byl v pozdější době kvůli častým krádežím zazděn.